# Complaints of a Dutiful Daughter
Pour plus de détails, voir Fiche technique et Distribution.
Complaints of a Dutiful Daughter est un film américain réalisé par Deborah Hoffmann, sorti en 1994.

## Synopsis
La réalisatrice suit le parcours de sa mère, atteinte de la maladie d'Alzheimer.

## Fiche technique
- Titre : Complaints of a Dutiful Daughter
- Réalisation : Deborah Hoffmann
- Scénario : Deborah Hoffmann
- Musique : Mary Watkins
- Photographie : Frances Reid
- Production : Deborah Hoffmann
- Pays :  États-Unis
- Genre : Documentaire
- Durée : 44 minutes
- Dates de sortie : 
  -  États-Unis : 1994

## Distinctions
Le film a été nommé à l'Oscar du meilleur film documentaire.